# Bmi regional

Bmi regional était une compagnie aérienne britannique basée à Aberdeen appartenant au groupe Sector Aviation Holdings (SAH). Le 16 février 2019, la société cesse d'opérer et est placée en liquidation judiciaire.

## Histoire
À sa création en 1987, la compagnie s'appelle Business Air. Elle prendra le nom de bmi regional en 2001, à la suite de son rachat par le groupe British Midland en 1997.
Bmi regional, alors propriété de Lufthansa, est rachetée en avril 2012 avec sa maison-mère par la holding International Airlines Group (IAG) qui regroupe British Airways et Iberia. Dès ce rachat, IAG annonce son intention de ne pas garder les filiales issues du rachat de bmi.
En juin 2012, bmi regional est revendue à Sector Aviation Holdings (SAH).
En avril 2013, conformément au contrat de rachat, la compagnie dispose des droits d'utilisation du nom bmi, son ancienne maison-mère. Son président, Ian Woodley, n'exclut pas de reprendre ce nom et d'abandonner la mention « regional ».
Le 5 juillet 2018, bmi regional est renommé FlyBMI.
Dans la soirée du 16 février 2019, FlyBMI annonce cesser toute opération et se placer en liquidation judiciaire. Tous les vols sont annulés à compter du lendemain. Deux principales raisons sont invoquées : la hausse du prix du kérosène, et le Brexit.

## Flotte historique

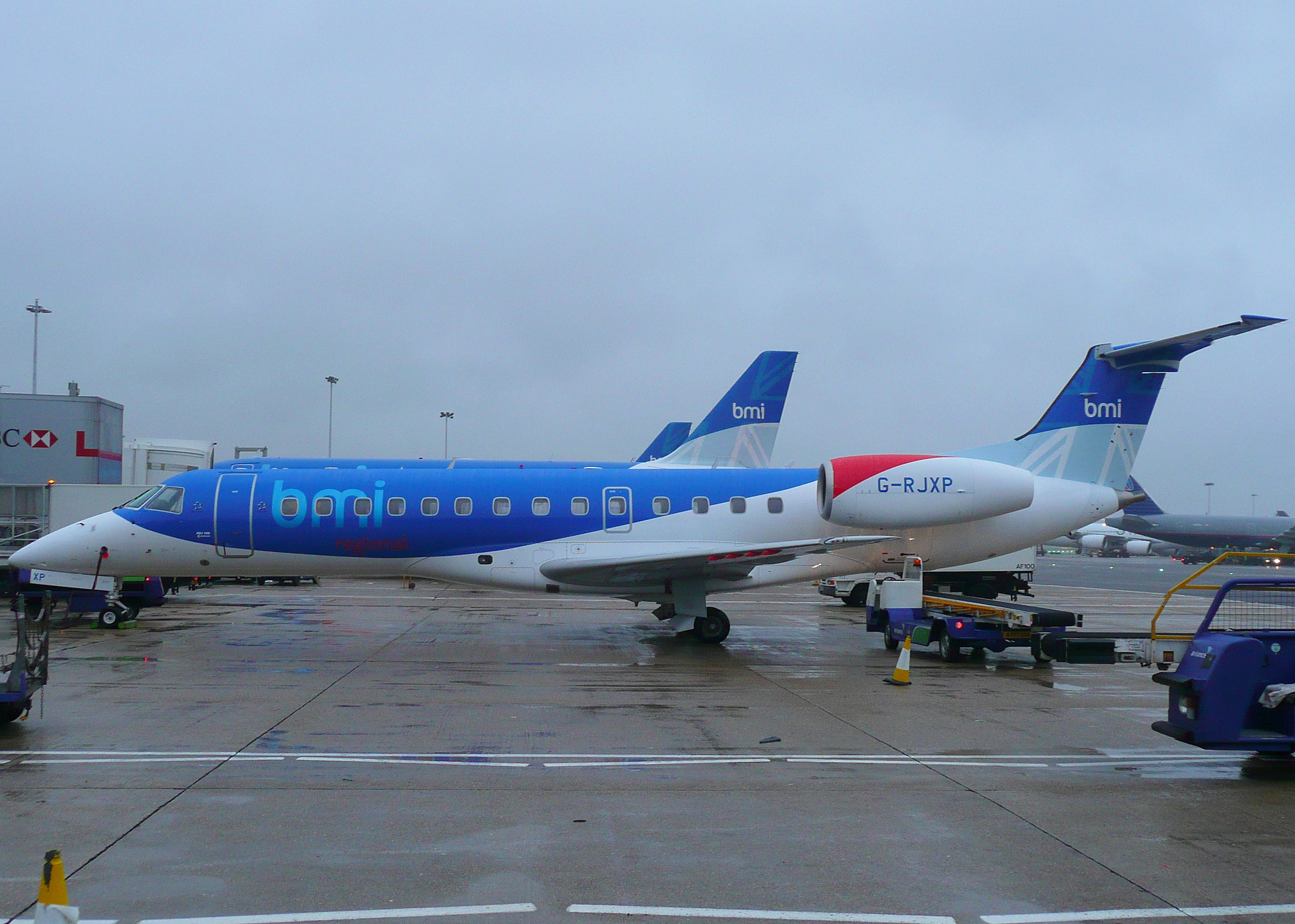
Embraer ERJ 135 bmi régional

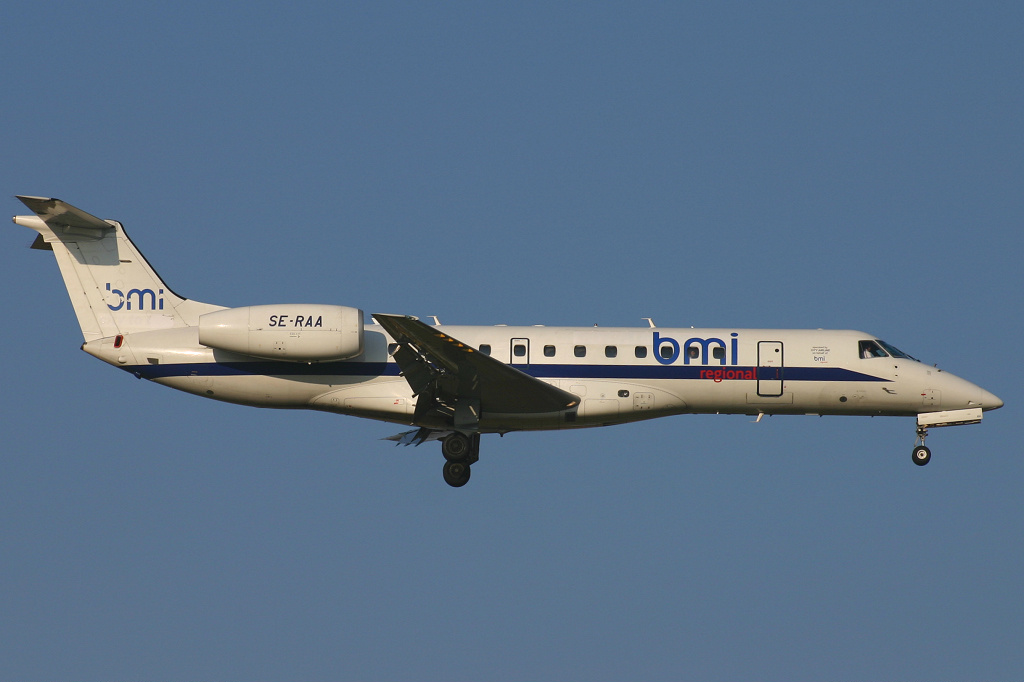
Embraer 135 bmi regional ancienne livrée

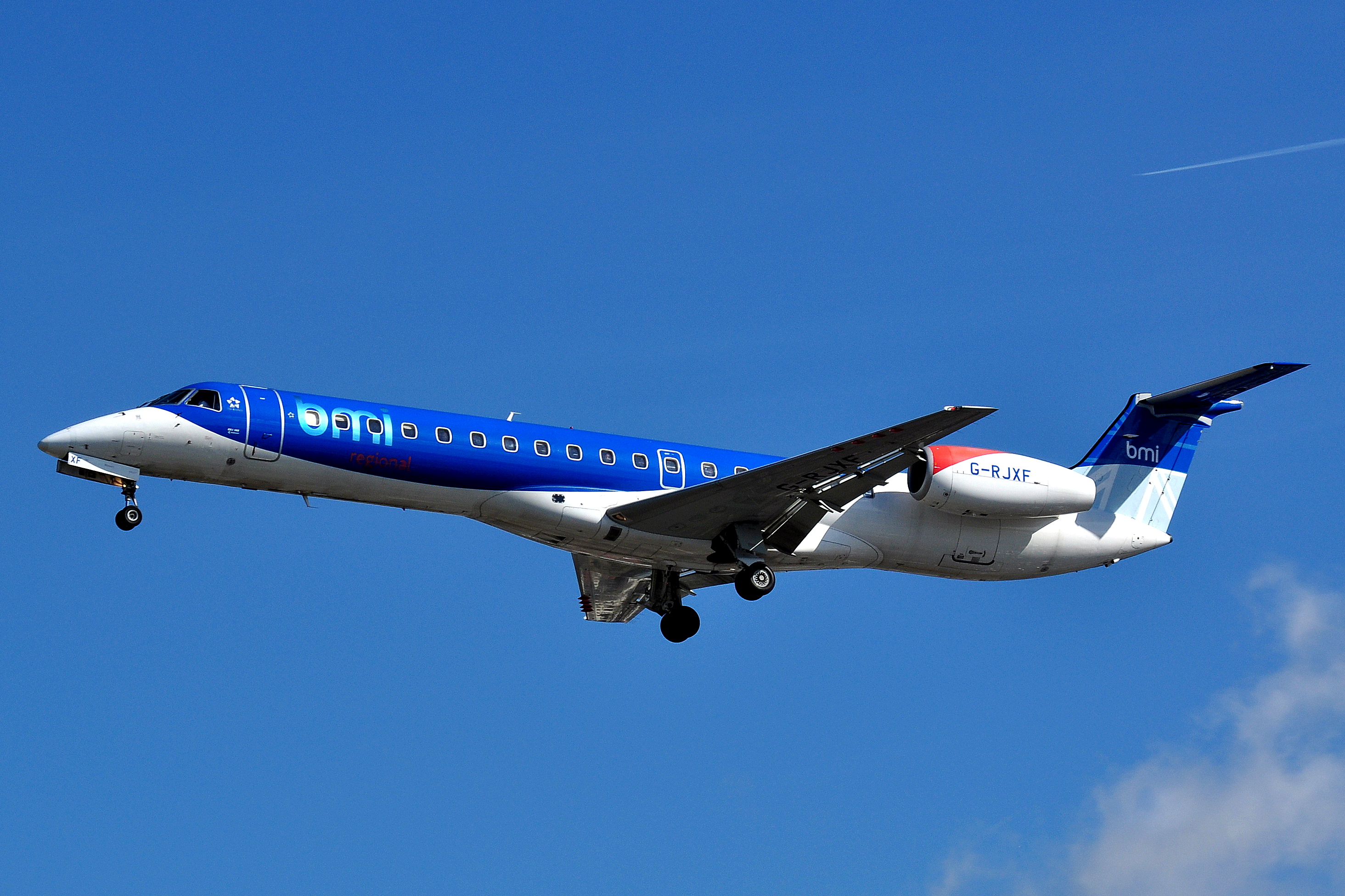
Embraer 145 bmi regional

En 2018, avant la faillite de la compagnie, les appareils suivants étaient en service au sein de la flotte de bmi Regional :

## Destinations
- Allemagne : Düsseldorf, Francfort, Hambourg, Munich, Nuremberg, Rostock-Laage, Sarrebrück, Stuttgart
- Autriche : Graz
- Belgique : Bruxelles
- Danemark : Esbjerg
- France : Nantes, Paris CDG, Toulouse, Strasbourg
- Italie : Bari, Bologne, Florence, Milan Bergame et Malpensa, Venise, Vérone
- Norvège : Oslo, Stavanger
- Pologne : Lublin
- République tchèque : Brno
- Royaume-Uni : Aberdeen, Birmingham, Bristol, Durham Tees Valley, East Midlands, Edimbourg, Glasgow, Inverness, Kirkwall, Londonderry, Londres Heathrow et Stansted, Manchester, Newcastle, Norwich, Southampton, Stornoway, Sumburgh, Wick
- Suède : Göteborg, Karlstad, Jönköping, Norrköping

## Partage de codes
bmi regional opère avec un Embraer ERJ 145 les vols entre Bristol et Bruxelles ainsi qu'entre Hanovre et Bruxelles pour le compte de Brussels Airlines.
bmi regional partage ses codes avec Brussels Airlines sur les lignes entre Newcastle et Bruxelles ainsi qu'entre East Midlands et Bruxelles. Elle partage aussi ses codes avec Lufthansa sur les lignes entre Bristol et Francfort, Bristol et Munich.